# Demonstrating My Saiya Style
Demonstrating My Saiya Style è il secondo EP del gruppo hardcore francese Rise of the Northstar, pubblicato il 23 luglio 2012. La traccia Bejita's Revenge vede la partecipazione di Éric Legrand, doppiatore francese del personaggio dell'universo Dragon Ball Vegeta.

## Tracce
1. Bejita's Revenge (feat. Éric Legrand) – 1:42
2. Sound of Wolves – 4:50
3. Show Me Your Respect – 4:22
4. Against All – 3:51
5. Demonstrating My Saiya Style – 4:26

Traccia bonus
1. Protect Ya Chest – 4:30

## Formazione
Gruppo
- Vithia – voce
- Brice – chitarra solista
- Erwan – chitarra ritmica
- Lucas – basso
- Kevin – batteria

Altri musicisti
- Loïc G – chitarra ritmica (traccia 6)
- Éric Legrand – voce (traccia 1)

Produzione
- Ben Suquet – registrazione (traccia 6)
- Guillaume Mauduit – registrazione, missaggio e mastering
- Rise of the Northstar – registrazione, missaggio, mastering e arrangiamento